# Jagel
Jagel (på dansk også Hjagel, historisk: Thievela) er en landsby og kommune beliggende få kilometer syd for Slesvig by ved Dannevirket i Sydslesvig. Administrativt hører kommunen under Slesvig-Flensborg kreds i den nordtyske delstat Slesvig-Holsten. Klosterkro (Klosterkrug), Hedebjerg (Heidberg) og Milbjerg (Mielberg) hører med til kommunen. Kommunen samarbejder på administrativt plan med andre kommuner i omegnen i Haddeby kommunefællesskab (Amt Haddeby). I kirkelig henseende ligger byen i Haddeby Sogn. Sognet lå i Arns Herred (Gottorp Amt, Sønderjylland), da området tilhørte Danmark. 

## Geografi
Jorden omkring landsbyen består overvejende af sandet tørvejord. Ved byen findes en stor militærflyveplads. I forbindelse med anlæggelsen af flyvepladen blev en del af Kovirket sløjfet. Flyvepladsen var blandt de vigtigste vestlige lufthavne under luftbroen til Berlin i 1960'erne.

## Historie
Jagel blev første gang nævnt 1180 som Thievela, i 1323 findes formen Dyauele, senere Dyagel og 1575/76 Jagelle. Der er dog uenighed angående forklaringen af stednavnet. Den ældre skriveform med th svarer til oldnordisk ð. Stednavnet kan således være en sammensætning af oldnordisk Þy (≈tjenestepige) og vaðill (≈vadested). Overgangen fra v til g er formodentlig forårsaget ved den tyske indflydelse i det sydlige Slesvig. Efter en anden forklaring er stednavnet en sammensætning af oldsaksisk thiof (≈tyv, sml. oldnordisk: þjófr) og -lôh (≈skov, sml. oldnordisk: viðr eller skógr).
Hjagel nævnes i et lokalt folkesagn, som handler om bonden Klavs Neve og den underjordiske Kulemand fra Hjagelbjerget.